# Marco Tulio Salazar Salazar
Marco Tulio Salazar (Barva, 29 de mayo de 1904- Heredia, 27 de marzo del 2001) fue un educador costarricense.
Era hijo de Cristina Salazar Salazar. Estando en Bélgica, se casó con Simonne Marie Louviau Lafaire, originaria de ese país y allí nació su hija, Christine Raymonde y luego Ana Lucía, que nació en Costa Rica, ambas Salazar Louviau.

## Estudios
Asistió a las escuelas Pedro Murillo Pérez de Barva y República Argentina de Heredia, donde realizó sus estudios primarios, y a la Escuela Normal de Costa Rica, en la cual cursó sus estudios secundarios.
Después de haberse desempeñado como maestro, en 1925 obtuvo una beca del Gobierno para estudiar en la Universidad Libre de Bruselas, Bélgica. Allí obtuvo una licenciatura en educación y un doctorado en sociología, todo lo cual representa una hazaña para la época.

## Labor como docente
Fue regidor y presidente de las municipalidades de Barva y de Heredia. Se desempeñó también como docente en diversos niveles del sistema educativo. Fue profesor y director de la Escuela Normal de Costa Rica y profesor de sociología en la Universidad de Costa Rica. 
A pesar no haber sido simpatizante político del presidente León Cortés Castro, este lo nombró jefe técnico del Ministerio de Educación. Por encargo del presidente Rafael Ángel Calderón Guardia, en 1940, asumió la dirección de la Escuela Normal. Durante este tiempo le correspondió ser el gestor de la compra del terreno que ocupa hoy el Campus Omar Dengo de la Universidad Nacional. Al separase la Escuela Normal del Liceo de Heredia, continuó como director de este último hasta 1954. 
Don Marco Tulio tuvo entre sus profesores a respetados educadores costarricenses como Omar Dengo Guerrero, Roberto Brenes Mesén, Joaquín García Monge y Luis Dobles Segreda, quienes fueron sus maestros e el campo del humanismo.

## Reconocimientos
A lo largo de su vida recibió numerosos honores, reconocimientos y distinciones. Entre otros, es posible mencionar los siguientes:
- Miembro Honorario de la Asociación Herediana de Abogados.
- Miembro Honorario del Colegio de Licenciados y Profesores elllln Letras, Filosofía, Ciencias y Artes.
- Miembro Honorario de la Casa de la Cultura de Heredia.
- Designación de la Biblioteca de Heredia con su nombre.
- Condecoración otorgada por el Rey de los Belgas.
- Designación con su nombre del Auditorio del Centro de Investigación y Docencia en Educación (CIDE) de la Universidad Nacional, poco antes de su fallecimiento.
- Doctorado honoris causa de la Universidad de Costa Rica en 1997

- Datos: Q5996421